# Venezuela en los Juegos Olímpicos de Seúl 1988
Venezuela estuvo representada en los Juegos Olímpicos de Seúl 1988 por un total de 17 deportistas, 15 hombres y 2 mujeres, que compitieron en 7 deportes.
La portadora de la bandera en la ceremonia de apertura fue la jugadora de tenis de mesa Elizabeth Popper. El equipo olímpico venezolano no obtuvo ninguna medalla en estos Juegos.

## Deportes

### Boxeo
| Atleta            | Evento                | 1.ª Ronda                    | Dieciséisavos de final         | Octavos de final           | Cuartos de final   | Semifinales        | Final              | Final  |
| Atleta            | Evento                | Oponente Resultado           | Oponente Resultado             | Oponente Resultado         | Oponente Resultado | Oponente Resultado | Oponente Resultado | Puesto |
| ----------------- | --------------------- | ---------------------------- | ------------------------------ | -------------------------- | ------------------ | ------------------ | ------------------ | ------ |
| Marcelino Bolívar | Peso minimosca -48 kg | bye                          | Jesús Beltre (DOM) P 1-4       | No avanzó                  | No avanzó          | No avanzó          | No avanzó          | =17    |
| David Grimán      | Peso mosca -51 kg     | Szerafim Todorov (BUL) P 1-4 | No avanzó                      | No avanzó                  | No avanzó          | No avanzó          | No avanzó          | =33    |
| Abraham Torres    | Peso gallo -54 kg     | bye                          | Teekaram Rajcoomar (MRI) V 5-0 | Phajol Moolsan (THA) P 2-3 | No avanzó          | No avanzó          | No avanzó          | =9     |
| Omar Catarí       | Peso pluma -57 kg     | bye                          | Moussa Kagambega (BUR) V KO    | Abdel Hak Achik (MAR) P KO | No avanzó          | No avanzó          | No avanzó          | =9     |
| José Pérez        | Peso ligero -60 kg    | bye                          | Nergüin Enkhbat (MGL) P 0-5    | No avanzó                  | No avanzó          | No avanzó          | No avanzó          | =17    |
| José García       | -67 kg                | bye                          | Jan Dydak (POL) P 1-4          | No avanzó                  | No avanzó          | No avanzó          | No avanzó          | =17    |

### Ciclismo

#### Ciclismo de Ruta
Masculino
| Atleta          | Evento                             | Tiempo          | Lugar |
| --------------- | ---------------------------------- | --------------- | ----- |
| Leonardo Sierra | Ruta individual (197 km) masculino | 4:32:56 (+0:34) | 83    |
| Enrique Campos  | Ruta individual (197 km) masculino | No finalizó     | -     |
| Richard Parra   | Ruta individual (197 km) masculino | No finalizó     | -     |

#### Ciclismo en pista
| Atleta        | Evento             | Clasificación | Clasificación | Clasificación | Final  | Final | Final |
| Atleta        | Evento             | Puntos        | VDF           | Lugar         | Puntos | VDF   | Lugar |
| ------------- | ------------------ | ------------- | ------------- | ------------- | ------ | ----- | ----- |
| Alexis Méndez | Carrera por puntos | 21            | 0             | 3.            | 8      | -2    | 13.   |

### Equitación
| Alberto Carmona | The Dubliner | Salto individual | 11 | 62 | 18 | 29 | 57 | No avanzó | No avanzó | No avanzó | No avanzó | No avanzó | No avanzó | No avanzó | No avanzó | No avanzó | No avanzó |

### Halterofilia
| Atleta           | Evento           | Grupo | Peso corporal | Arrancada (kg) | Arrancada (kg) | Arrancada (kg) | Arrancada (kg) | Envión (kg) | Envión (kg) | Envión (kg) | Envión (kg) | Total | Posición |
| Atleta           | Evento           | Grupo | Peso corporal | 1              | 2              | 3              | Resultado      | 1           | 2           | 3           | Resultado   | Total | Posición |
| ---------------- | ---------------- | ----- | ------------- | -------------- | -------------- | -------------- | -------------- | ----------- | ----------- | ----------- | ----------- | ----- | -------- |
| Humberto Fuentes | −52 kg Masculino | A     | 51.75         | 100            | 100            | 100            | 100            | 127.5       | 127.5       | 132.5       | 127.5       | 227.5 | 10       |

### Judo
| Atleta           | Evento           | Ronda de 32                           | Ronda de 16                  | Cuartos de final   | Semi final         | Repechaje          | Final / MB         | Final / MB |
| Atleta           | Evento           | Oponente Resultado                    | Oponente Resultado           | Oponente Resultado | Oponente Resultado | Oponente Resultado | Oponente Resultado | Posición   |
| ---------------- | ---------------- | ------------------------------------- | ---------------------------- | ------------------ | ------------------ | ------------------ | ------------------ | ---------- |
| Kilmar Campos    | −78 kg masculino | Jukka-Pekka Metsola (FIN) P 0000-1100 | No avanzó                    | No avanzó          | No avanzó          | —                  | —                  | =20        |
| Charles Griffith | −86 kg masculino | Akilong Diabone (SEN) G 0100-0000     | Liu Junlin (CHN) P 0000-0000 | No avanzó          | No avanzó          | —                  | —                  | =13        |

### Natación sincronizada
| Atleta             | Evento | Preliminares      | Preliminares    | Preliminares | Preliminares | Final             | Final           | Final     | Posición Final |
| Atleta             | Evento | Ejercicio técnico | Ejercicio libre | Total        | Total        | Ejercicio técnico | Ejercicio libre | Total     | Posición Final |
| Atleta             | Evento | Puntos            | Puntos          | Puntos       | Lugar        | Puntos            | Puntos          | Puntos    | Posición Final |
| ------------------ | ------ | ----------------- | --------------- | ------------ | ------------ | ----------------- | --------------- | --------- | -------------- |
| María Elena Giusti | Solo   | 83,733            | 85,60           | 169,333      | 13.          | No avanzó         | No avanzó       | No avanzó | 13.            |

### Tenis de mesa
Masculino
Resultados Grupo D
| Posición | Atleta                   | G | P | PF  | PC  |
| -------- | ------------------------ | - | - | --- | --- |
| 1        | Andrzej Grubba (POL)     | 7 | 0 | 460 | 310 |
| 2        | Zoran Primorac (YUG)     | 5 | 2 | 452 | 389 |
| 3        | Jörg Roßkopf (FRG)       | 5 | 2 | 514 | 462 |
| 4        | Yoshihito Miyazaki (JPN) | 4 | 3 | 407 | 398 |
| 5        | Atanda Musa (NGR)        | 4 | 3 | 484 | 473 |
| 6        | Gary Haberl (AUS)        | 2 | 5 | 448 | 490 |
| 7        | Sujay Ghorpade (IND)     | 1 | 6 | 383 | 515 |
| 8        | Francisco López (VEN)    | 0 | 7 | 361 | 472 |

No avanzó a la siguiente fase
Femenino
Resultados Grupo B
| Posición | Atleta                 | G | P | PF  | PC  |
| -------- | ---------------------- | - | - | --- | --- |
| 1        | Yang Young-Ja (KOR)    | 5 | 0 | 316 | 168 |
| 2        | Renata Kasalová (TCH)  | 4 | 1 | 325 | 262 |
| 3        | Lin Li-Ju (TPE)        | 3 | 2 | 270 | 247 |
| 4        | Hui So Hung (HKG)      | 2 | 3 | 309 | 288 |
| 5        | Elizabeth Popper (VEN) | 1 | 4 | 213 | 272 |
| 6        | Jaklein Al-Duqom (JOR) | 0 | 5 | 119 | 315 |

No avanzó a la siguiente fase

### Vela
| Atleta           | Evento              | Carrera | Carrera | Carrera | Carrera | Carrera | Carrera | Carrera | Carrera | Carrera | Carrera | Carrera | Carrera | Carrera | Carrera | Puntos | Total | Posición Final |
| Atleta           | Evento              | I       | I       | II      | II      | III     | III     | IV      | IV      | V       | V       | VI      | VI      | VII     | VII     | Puntos | Total | Posición Final |
| Atleta           | Evento              | Pos     | Pts     | Pos     | Pts     | Pos     | Pts     | Pos     | Pts     | Pos     | Pts     | Pos     | Pts     | Pos     | Pts     | Puntos | Total | Posición Final |
| ---------------- | ------------------- | ------- | ------- | ------- | ------- | ------- | ------- | ------- | ------- | ------- | ------- | ------- | ------- | ------- | ------- | ------ | ----- | -------------- |
| Roland Milosevic | Lechner Division II | 24      | 30.0    | 12      | 18.0    | 6       | 11.7    | 8       | 14.0    | RET     | 52.0    | 9       | 15.0    | 18      | 24.0    | 164.7  | 112.7 | 15             |